# Eumedonia alticola
Eumedonia alticola är en fjärilsart som beskrevs av Hugo Theodor Christoph 1893. Eumedonia alticola ingår i släktet Eumedonia och familjen juvelvingar. Inga underarter finns listade i Catalogue of Life.